# 福澤光
福澤 光（ふくざわ みつ、1879年（明治12年）3月27日 - ?）は、明治時代の女性。福澤諭吉の五女で、潮田伝五郎に嫁ぐ。次男に潮田江次 。

## 系譜
| スタブアイコン | サブスタブ | この項目は、まだ閲覧者の調べものの参照としては役立たない、人物に関連した書きかけの項目です。この項目を加筆・訂正などしてくださる協力者を求めています（P:人物伝/PJ:人物伝）。 |